# الیهو بنجامین واشبرن
الیهو بنجامین واشبرن (انگلیسی: Elihu B. Washburne; ۲۳ سپتامبر ۱۸۱۶ – ۲۲ اکتبر ۱۸۸۷) سیاست‌مدار اهل ایالات متحده آمریکا بود.